# Биохидрометалургија
Биохидрометалургија представља област инжењерства и науке која се бави применом биотехнологије у металургији. Обухвата процесе који користе микроорганизме за екстракцију метала из руда, концентрата или отпада. Сматра се једном од најперспективнијих биотехнолошких открића у области прераде минерала и металургије. У биохидрометалуршким процесима се користе микроорганизми који живе искључиво у киселој средини (ацидофилни микроорганизми). Ови организми обезбеђују метаболичку енергију оксидацијом неорганских супстрата, најчешће гвожђа и сумпора, што доводи до настанка сумпорне киселине и мобилизације метала из кристалне решетке. Присуство ових микроорганизама у рудницима и на јаловиштима доводи до настанка киселих рудничких вода које одликује велика концентрација растворених метала. У контролисаним условима, у технолошком поступку познатом као биолужење, то јест екстракција метала из руда употребом микроорганизама, могу се екстраховати различити метали (цинк, бакар, никл) из примарних и секундарних минералних сировина.
Потражња и зависност од метала се из године у годину повећава због раста броја становништва, глобалне урбанизације, као велике потражње електронских преносивих уређаја.  Према подацима  Светске организације за челик (енгл. World Steel Association) производња челика се у периоду између 2000. и 2013. готово удвостручила уз све већи пораст из године у годину. Такође производња бакра и ретких метала бележи значајан раст. Насупрот све већом потражњом ресурси примарних минералних сировина који се могу искористити су све ређи и потреба за проналаском алтернативних метода за добијање различитих минералних сировина постаје све већа.

## Ацидофилни микроорганизми
Ацидофилни микроорганизми живе искључиво у киселој средини и њихов раст је оптималан у pH опсегу 1,5-2,5.  Кисела станишта могу бити природног и антропогеног порекла. 
- Природна кисела станишта су најчешће геотермални извори богати сумпором, настали интезивном вулканском активношћу. Најпознатији геотермални извори се налазе у Сједињним Америчким Државама (национални парк Јелоустоун), затим на Исланду, Новом Зеланду,у Русији (Камчатка) и други.[1]
- Антропогена кисела станишта су много распрострањенија и углавном настају услед интезивних рударских активности.[1] Најпознатији су: Ајрон планина (енгл. Iron Mountain) у Сједињним Америчким државама, Сао Домингос у Португалу, Рио Тинто у Шпанији, језеро Робуле у Србији и други. [4][1]

### Подела ацидофилних микроорганизама
Према извору енергије и угљеника, ацидофилни микроорганизми могу да се поделе у 5 група: 
- Хемолитоаутотрофни микроорганизми - као извор угљеника за синтезу органских једињења користе угљен-диоксид, док енергију обезбеђују оксидацијом неорганских супстрата (сумпор или гвожђе)
- Фотоаутотрофни микроорганизми - као извор угљеника користе угљен-диоксид, док енергију обезбеђују из енергије сунчеве светлости
- Хемолитохетеротрофни микроорганизми - енергију добијају оксидацијом Fe2+ јона, док органски молекули чине извор угљеника
- Хемоорганохетеротрофни микроорганизми - као извор енергије и угљеника користе органске молекуле
- Факултативни аутотрофи - примарно су хемоорганохетеротрофи, али у недостатку органских супстрата могу у потпуности прећи на хемолитоаутотрофан метаболизам

Према оптималној температури за раст микроорганизми се могу поделити на:
- Мезофиле  (оптимална температура за раст 20 °C-40 °C) - припадају роду Acidithiobacillus, успевају захваљујући оксидацији редукованих једињења сумпора и поред тога могу да оксидују Fe2+ јоне. Анаеробни раст је могућ оксидацијом сумпорних једињења или водоник-сулфида у комбинацији са редукцијом Fe3+ јона. У мезофиле спадају  At. ferrooxidans, At. thiooxidans, L. ferrooxidans и L. ferriphilum. [2][6]
- Умерене термофиле (оптимална температура за раст 40 °C-60 °C) - припадају родовима Acidimicrobium, Ferromicrobium и Sulfobacillus [2]
- Екстремни термофиле (оптимална температура за раст 60 °C-80 °C) - археје и бактерије које припадају родовима Sulfolobus, Acidianus, Metallosphaera и Sulfurisphaera [2]

## Технике биолужења метала
Рударство представља екстракцију метала из сировина физичким и хемијским процесима. Први корак је одвајање непотребних минерала из руде, након чега следи прерада руде која укључује разбијање руде на мање величине и одвајање различитих врста минерала. Технике које се највише примењује за екстракцију метала из примарних и секундарних минералних сировина су: пирометалургија, хидрометалургија и биохидрометлургија. 

### Пирометалургија
Представља процес производње метала (бакра) топљењем минералног концетрата у топионицама. Руда се прво пржи да би се одстранио сумпор, након чега се дроби и меље. После млевења, руда се концентрише у погонима флотације ради добијања минералног концентрата (садржи 20-30% бакра). Концентрат се топи на високим температурама, а потом се издваја чист метал методама катодне и анодне рафинације. Предност ове методе је релативно лако добијање метала из примарне руде, док су мане велике количине штетних гасова и прашине. На пример, приликом прераде сулфидне руде настаје пре свега SO2. У колико је SO2 у вишку може се употребити за добијање сумпорне киселине, међутим у колико је његова концентрација недовољна овај гас се емитује у атмосферу и може узорковати настанак киселих киша.

### Хидрометалургија
Представља знатно чистији процес од пирометалургије. Изоди се при атмосферскoм притискy и ниским температурама. Руда се отапа коришћењем неорганских киселина, база или растопа соли, а даљом прерадом добијамо високу чистоћу метала. Процес је у односу на пирометалургију знатно спорији, али много прихватљивији за животну средину.

### Биохидрометалургија
Биохидрометалуршке технике се константно усавршавају да би се добили већи приноси и да би се сам процес биолужења убрзао. Тако је за бакар развијена технологија биолужења на уређеним насипима. Руда се меље и дроби да би се повећала додирна површина која је у додиру са микроорганизмима и оксидационим агенсима. Након тога руда се меша са киселим раствором да би се добили чврсти и порозни агломерати који се потом насипају на гомиле у облику зарубљене пирамиде. Ацидофилни микроорганизми се гаје у посебно изграђеним базенима који садрже хранљиви медијум са великом концентрацијм гвожђе (II) сулфата. Насип се залива овим раствором помоћу система прскалица, а испод насипа се налази водонепропусни слој који спречава отицање овог раствора у земљиште. Такође, постављају се и цеви којима се у насип удувава ваздух да би се поспешио раст ацидофилних микроорганизама. Добијени лужни раствор се сакупља у базену, одакле се даље усмерава у погон са солвентну екстракцију, а затим на катоду где се електролитички производи чист бакар. Овај процес обично траје од неколико месеци до годину дана што представља једну од највећих мана овог процеса. 